# Zilverpijl
Zilverpijl is een Belgische westernstripreeks, bedacht door Frank Sels. Het eerste verhaal verscheen in 1970. Het hoofdpersonage is de indiaan Zilverpijl, een stamhoofd van de Kiowa. Andere belangrijke personages zijn zijn blanke bloedbroeder Valk en zijn zus Manestraal. 
De strips van Zilverpijl werden door Frank Sels en zijn tekenstudio geproduceerd voor de Duitse uitgever Bastei Verlag. De verhalen werden aanvankelijk gepubliceerd in het tijdschrift Felix, maar in 1971 kreeg Zilverpijl een eigen tijdschrift, Silberpfeil - Der Junge Häuptling. Dit blad bleef bestaan tot 1988. In totaal telde de reeks 768 nummers, waarbij in latere nummers vaak herdrukken van oudere verhalen stonden. Het laatste originele verhaal werd gepubliceerd in 1986. Behalve in Duitsland, waar het blad een oplage van 100.000 exemplaren bereikte, was de strip ook in Scandinavië populair. In Vlaanderen verschenen 92 verhalen van Zilverpijl in het blad Ohee tussen 1971 en 1977. Daarna zijn er nog een aantal Zilverpijlverhalen in albumvorm in het Nederlands uitgegeven.